# Rockbridge County
Rockbridge County ist ein County in Virginia in den Vereinigten Staaten. Im Jahr 2020 hatte das County 22.650 Einwohner und eine Bevölkerungsdichte von 14,6 Einwohner pro Quadratkilometer. Der Verwaltungssitz (County Seat) ist Lexington.

## Geographie
Rockbridge County liegt im Westen von Virginia, ist etwa 35 km von West Virginia entfernt und hat eine Fläche von 1557 Quadratkilometern, wovon vier Quadratkilometer Wasserfläche sind. Es grenzt im Uhrzeigersinn an folgende Countys: Augusta County, Nelson County, Amherst County, Bedford County, Botetourt County, Alleghany County und Bath County. Die unabhängigen Städte Lexington und Buena Vista bilden Enklaven im Rockbridge County.

## Geschichte
Gebildet wurde es 1778 aus Teilen des Augusta County und des Botetourt County. Den Namen erhielt es aufgrund der Natural Bridge, einer natürlichen Felsbrücke über den Cedar Creek. Diese wird in den USA auch als eines der sieben natürlichen Weltwunder bezeichnet.

## Demografische Daten

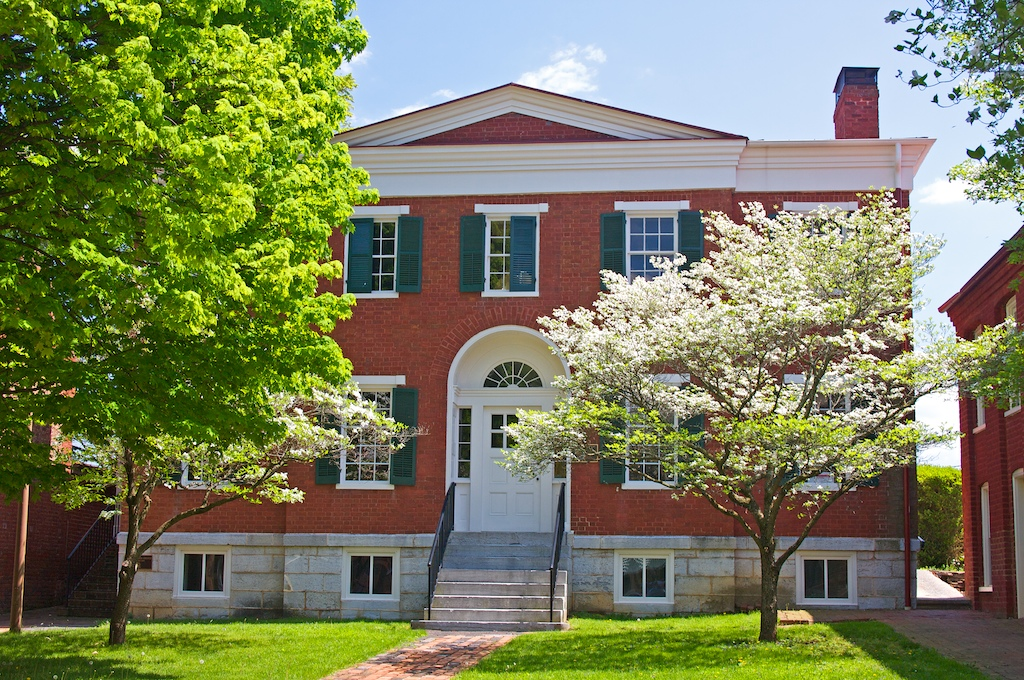
Kappa Alpha Hauptquartier

Alterspyramide des Rockbridge County

Nach der Volkszählung im Jahr 2000 lebten im Rockbridge County 20.808 Menschen in 8.486 Haushalten und 6.075 Familien. Die Bevölkerungsdichte betrug 13 Einwohner pro Quadratkilometer. Ethnisch betrachtet setzte sich die Bevölkerung zusammen aus 95,42 Prozent Weißen, 2,97 Prozent Afroamerikanern, 0,26 Prozent amerikanischen Ureinwohnern, 0,44 Prozent Asiaten und 0,12 Prozent aus anderen ethnischen Gruppen; 0,78 Prozent stammten von zwei oder mehr Ethnien ab. 0,58 Prozent der Bevölkerung waren spanischer oder lateinamerikanischer Abstammung.
Von den 8.486 Haushalten hatten 29,2 Prozent Kinder und Jugendliche unter 18 Jahre, die bei ihnen lebten. 57,5 Prozent waren verheiratete, zusammenlebende Paare, 9,5 Prozent waren allein erziehende Mütter, 28,4 Prozent waren keine Familien, 23,9 Prozent waren Singlehaushalte und in 9,9 Prozent lebten Menschen im Alter von 65 Jahren oder darüber. Die Durchschnittshaushaltsgröße betrug 2,43 und die durchschnittliche Familiengröße lag bei 2,84 Personen.
Auf das gesamte County bezogen setzte sich die Bevölkerung zusammen aus 22,2 Prozent Einwohnern unter 18 Jahren, 7,9 Prozent zwischen 18 und 24 Jahren, 27,2 Prozent zwischen 25 und 44 Jahren, 27,1 Prozent zwischen 45 und 64 Jahren und 15,7 Prozent waren 65 Jahre alt oder darüber. Das Durchschnittsalter betrug 40 Jahre. Auf 100 weibliche Personen kamen 100,4 männliche Personen. Auf 100 Frauen im Alter von 18 Jahren oder darüber kamen statistisch 98,0 Männer.

Das jährliche Durchschnittseinkommen eines Haushalts betrug 36.035 USD, das Durchschnittseinkommen der Familien betrug 41.324 USD. Männer hatten ein Durchschnittseinkommen von 28.217 USD, Frauen 19.946 USD. Das Prokopfeinkommen betrug 18.356 USD. 6,6 Prozent der Familien und 9,6 Prozent der Bevölkerung lebten unterhalb der Armutsgrenze. Davon waren 9,4 Prozent Kinder oder Jugendliche unter 18 Jahre und 9,6 Prozent waren Menschen über 65 Jahre.

## Gemeindegliederung
(Einwohner nach dem United States Census 2010)
| Towns 1. Glasgow (1.133) 2. Goshen (361) | Towns 1. Glasgow (1.133) 2. Goshen (361) | Census-designated places (CDP) 1. East Lexington (1.463) 2. Fairfield (257) erstmals im Jahr 2020 | Census-designated places (CDP) 1. East Lexington (1.463) 2. Fairfield (257) erstmals im Jahr 2020 |                                          |  |
| Unincorporated Communities               |                                          |                                                                                                   |                                                                                                   |                                          |  |
| - Brownsburg - Gilmore Mills             | - Marlbrook - Mechanicsville             | - Natural Bridge - Natural Bridge Station                                                         | - Raphine - Rockbridge Baths                                                                      | - Steeles Tavern 1 - Vesuvius (Virginia) |  |

## Persönlichkeiten
- Cyrus McCormick (1809–1884), Landmaschinenerfinder (Virginia-Reaper) und Firmengründer

## Sonstiges
Das Mineral Rockbridgeit ist nach Rockbridge Country benannt.